# 卡斯蒂利亚语语法
《卡斯蒂利亚语语法》（西班牙語：Gramática de la lengua castellana）是由安东尼奥·德·内夫里哈编写的一本卡斯蒂利亚语语法书，也是在欧洲出版的第一本方言语法书。

## 历史背景
1479年，费尔南多二世继承阿拉贡王位，与卡斯蒂利亚女王伊莎贝拉一世合称天主教双王。内夫里哈曾写下过“语言过去永远与帝国相伴随”这句名言，表达了他对1479年天主教双王统一西班牙帝国的无限期待。1492年1月，西班牙攻陷格拉纳达的阿尔罕布拉宫，标志着收复失地运动的完结和西班牙帝國的诞生。同年，负责历史编撰的内夫里哈把自己的《卡斯蒂利亚语语法》进献给伊莎贝拉女王。这本书对后来西班牙语的发展产生了深远影响。

## 内容
《卡斯蒂利亚语语法》分为五卷：
- 《正寫法》
- 《音韵与音节》
- 《语源学》
- 《语法学》
- 《针对非母语学习者的卡斯蒂利亚语入门》

## 影响
这本书建立了十种卡斯蒂利亚语词类：
| 名詞       | nombre       |
| 代詞       | pronombre    |
| 动词       | verbo        |
| 分词       | participio   |
| 介詞       | preposición  |
| 副詞       | adverbio     |
| 感叹词     | interjección |
| 連詞       | conjunción   |
| 動名詞     | gerundio     |
| 目的动名词 | supino       |